# Titularbistum Sucarda
Sucarda war eine antike Stadt in der römischen Provinz Mauretania Caesariensis im Norden von Algerien.
Das ehemalige Bistum Sucarda der römisch-katholischen Kirche ist heute ein Titularbistum.
| Titularbischöfe von Sucarda |                               |                                                       |                   |                 |
| Nr.                         | Name                          | Amt                                                   | von               | bis             |
| 1                           | Hendrik Theodorus Edmund Beel | Weihbischof in Roermond (Niederlande)                 | 30. August 1965   | 16. Juni 1996   |
| 2                           | Antonio Bayter Abud MXY       | Apostolischer Vikar von Inírida (Kolumbien)           | 30. November 1996 | 21. August 2020 |
| 3                           | Italo Dell’Oro CRS            | Weihbischof in Galveston-Houston (Vereinigte Staaten) | 18. Mai 2021      |                 |